# توماس بروس
توماس بروس (10 فبراير 1983 في المملكة المتحدة - ) (بالإنجليزية: Thomas Bruce)‏ هو لاعب كريكت بريطاني. لعب مع Durham University Centre of Cricketing Excellence ‏.

## وصلات خارجية
- توماس بروس على موقع إي آس بي آن كريك إنفو (الإنجليزية)